# Suore domenicane della Congregazione del Sacro Cuore di Gesù
Le suore domenicane della Congregazione del Sacro Cuore di Gesù, dette di Caldwell (in inglese Dominican Sisters of the Congregation of the Sacred Heart of Jesus), sono un istituto religioso femminile di diritto diocesano.

## Storia
Nel 1872 un gruppo di suore domenicane di Newburgh, guidate da Maria Caterina Muth, fu invitato ad aprire una casa a Jersey City: in seguito le autorità diocesane decisero di rendere indipendente la comunità dalla casa-madre e il 16 dicembre 1881 la costituirono in congregazione intitolata al Sacro Cuore di Gesù.
La congregazione fu aggregata all'ordine domenicano nel 1906. Il 13 luglio 1912 la casa-madre fu trasferita alla Mount Saint Dominic Academy di Caldwell. Le costituzioni dell'istituto furono approvate nel 1916.
Una comunità di suore di Caldwell stabilitasi ad Akron nel 1929 diede origini a una nuova congregazione dedicata al Cuore Immacolato di Maria.

## Attività e diffusione
Le suore si dedicano soprattutto all'istruzione e all'educazione cristiana della giovemtù.
La sede generalizia è a Caldwell.
Nel 1974 le religiose professe dell'istituto erano 435.